# Интеракционистский дуализм
Интеракциони́стский дуали́зм (интеракционизм) — одно из направлений в философии сознания, постулирующее наличие двух взаимодействующих и при этом существующих независимо друг от друга субстанций, материи и сознания. Основоположником этого направления считается Рене Декарт, впервые поставивший психофизическую проблему как проблему соотношения души и тела и предложивший её дуалистическое решение. Спустя два столетия после Декарта интеракционистскую концепцию предложил английский медик и физиолог Вильям Карпентер, описавший её в своём сочинении Principles of Mental Physiology, изданном в 1879 году.
Для сравнения приводят в пример автомобиль и водителя или скрипку и музыканта: обе эти субстанции зависимы друг от друга, и при отсутствии/неработоспособности одной из них результирующий эффект будет нулевым.
В настоящее время интеракционизм не считается научно обоснованной теорией, и его поддерживают очень немногие современные учёные. Среди них наиболее известен нобелевский лауреат Джон Экклс, который совместно с Карлом Поппером предложил гипотетический механизм взаимодействия материальной и духовной субстанций в синапсах.
Основная проблема, с которой сталкиваются приверженцы этой теории, заключается в том, что не удаётся логически непротиворечивым образом объяснить механизм взаимодействия материи и сознания, если считать их существующими отдельно и независимо друг от друга. Теории такого рода сталкиваются с серьёзными методологическими трудностями и при попытках их экспериментальной проверки. Вторая проблема сводится к тому, что современная физика причинно замкнута, то есть её законы детерминистически описывают эволюцию любой физической системы.
Интеракционистский дуализм, опирающийся на законы классической физики, называется классическим интеракционистским дуализмом и подвергается жёсткой критике уже свыше 300 лет. После создания квантовой механики предпринимались попытки создания квантовой теории сознания и квантового интеракционистского дуализма.